# هلنا بارلو
هلنا بارلو (انگلیسی: Helena Barlow؛ زادهٔ ۵ سپتامبر ۱۹۹۸) یک هنرپیشه اهل بریتانیا است.
از فیلم‌ها یا برنامه‌های تلویزیونی که وی در آن نقش داشته‌است می‌توان به هری پاتر و یادگاران مرگ - قسمت دوم و آرزوهای بزرگ اشاره کرد.